# Mapa gospodarcza nadleśnictwa
Mapa gospodarcza nadleśnictwa – podstawowe opracowanie kartograficzne w skali 1:5000 wykorzystywane dla potrzeb gospodarki leśnej, a w szczególności dla:
- powierzchni inwentaryzacji stanu lasu,
- lokalizacji przestrzennej i realizowanych czynności gospodarczych określonych w planach urządzania lasu,
- sporządzania średnioskalowych map tematycznych stanowiących integralną część planu urządzania lasu.

Treścią mapy gospodarczej jest tzw. sytuacja wewnątrz leśna: granice administracyjne, granice władania, znaki graniczne i ich numery, drogi leśne, rowy, użytki gruntowe itp.
Ponadto na arkuszu mapy gospodarczej znajdują się: numer arkusza, powierzchnia ogólna arkusza, rodzaj dokumentacji geodezyjno-kartograficznej, nazwa nadleśnictwa i Regionalnej Dyrekcji Lasów Państwowych, przynależność administracyjna, opis gruntów przyległych lub numery sąsiadujących arkuszy, numery oddziału i jego powierzchnia, rodzaje użytków rolnych i ich powierzchnie, szerokość dróg, rowów i linii podziału powierzchniowego lasu.